# Corolário
Um corolário (do latim tardio corollarĭum) é uma afirmação deduzida de uma verdade já demonstrada. Assim como proposição resultante de uma verdade.
É igualmente uma decorrência imediata de um teorema. Por exemplo, dado um triângulo, cujos lados têm como comprimento {\displaystyle a}, {\displaystyle b} e {\displaystyle c} tal que {\displaystyle a^{2}=b^{2}+c^{2}}. Então o triângulo diz-se retângulo. Isso é um corolário do teorema de Pitágoras.